# Унцукульский сельсовет
Унцукульский сельсовет  — административно-территориальная единица и муниципальное образование со статусом сельского поселения в Унцукульском районе Дагестана Российской Федерации.
Административный центр — село Унцукуль.

## Населённые пункты
На территории сельсовета находятся населённые пункты:
1. село Унцукуль
2. село Хинтлимита

## Население
| 2002  | 2010  | 2012  | 2013  | 2014  | 2015  | 2016  |
| ----- | ----- | ----- | ----- | ----- | ----- | ----- |
| 5523  | ↗6309 | ↗6347 | ↗6417 | ↗6461 | ↗6531 | ↗6604 |
| 2017  | 2018  | 2019  | 2020  | 2021  | 2023  | 2024  |
| ↗6688 | ↗6765 | ↗6818 | ↗6876 | ↘6711 | ↗6784 | ↗6843 |
| 2025  |       |       |       |       |       |       |
| ↗6915 |       |       |       |       |       |       |